# Debdas (film, 1979)
Pour les articles homonymes, voir Devdas (homonymie).
Debdas (en bengali দেবদাস Debdash) est un film indien bengali réalisé par Dilip Roy en 1979. Il s'agit d'une des nombreuses adaptations cinématographiques du roman indien éponyme de Sarat Chandra Chatterjee (1917).

## Fiche technique
- Titre : Debdas ou Devdas
- Réalisation : Dilip Roy
- Pays :  Inde
- Langue : bengali
- Date de sortie : 1979

## Distribution
- Soumitra Chatterjee : Debdas
- Sumitra Mukherjee : Paro
- Supriya Choudhury : Chandramukhi
- Uttam Kumar : Chunilal